# Axestoleus
Axestoleus är ett släkte av skalbaggar. Axestoleus ingår i familjen långhorningar.
Kladogram enligt Catalogue of Life:
| Axestoleus | \| \| Axestoleus meridionalis \| \| \| \| \| \| Axestoleus quinquepunctatus \| \| \| \| |
|            | \| \| Axestoleus meridionalis \| \| \| \| \| \| Axestoleus quinquepunctatus \| \| \| \| |
|            | Axestoleus meridionalis                                                                 |
|            |                                                                                         |
|            | Axestoleus quinquepunctatus                                                             |
|            |                                                                                         |